# Wostok 1
Wostok 1 – pierwszy lot kosmiczny człowieka w kosmos w ramach programu Wostok. Pierwsza załogowa misja statku kosmicznego typu Wostok. Misja miała miejsce 12 kwietnia 1961 roku. O godzinie 6:07 UTC (9:07 czasu moskiewskiego) tego dnia, Jurij Gagarin wystartował z kosmodromu Bajkonur w Kazachstanie w pierwszym locie człowieka w przestrzeni kosmicznej. Przebywał w niej 108 minut. Lot Wostoka 1 był kierowany całkowicie z Ziemi, ponieważ nie wiedziano jak organizm kosmonauty zachowa się w przestrzeni kosmicznej. Przyrządy kontrolne były zablokowane, a kod odblokowujący umieszczono w zalakowanej kopercie. Z pokładu usunięto instalację samolikwidacji i urządzenia rozpoznawcze. Inżynierowie opracowali szyfrowy przełącznik, który pozwalał na odłączenie systemów nawigacyjnych i przejęcie kontroli przez kosmonautę, gdyby ręczne sterowanie okazało się niezbędne. Klawiatura o sześciu przyciskach została umieszczona z lewej strony panelu z przyrządami pokładowymi. Kopertę z kodem pozwalającym Gagarinowi przejąć kontrolę nad Wostokiem umieszczono na pokładzie pojazdu. S. Korolow był przeciwny takiemu rozwiązaniu, lecz oficjalnie je zaakceptował, by nie wchodzić w konflikt z lekarzami. Jednak przed lotem cztery osoby podały kod Gagarinowi, w tym Korolow i Kamanin. Te trzy liczby to trzy, dwa, pięć.

## Historia
Przygotowania do lotu przebiegały w ogromnym pośpiechu i pod silną presją. Stany Zjednoczone mogły w każdej chwili dokonać podobnego wyczynu. W marcu 1960 sformowano oddział kandydatów na kosmonautów. Znalazło się w nim dwunastu młodych oficerów, pilotów samolotów odrzutowych. W kwietniu 1960 zwiększono oddział do dwudziestu osób. Z tej grupy do pierwszego lotu wytypowano sześciu kandydatów. Do pierwotnego terminu lotu pozostało zaledwie 400 dni. W związku z tym kandydaci rozpoczęli wszechstronny, intensywny i bardzo wyczerpujący trening. Gdy Gagarin i jego koledzy zostali włączeni do zespołu, urządzenia treningowe w Gwiezdnym Miasteczku nie były jeszcze gotowe. Kandydaci na kosmonautów brali udział w zajęciach teoretycznych i ćwiczeniach fizycznych po różnych moskiewskich instytutach medycznych i naukowych, głównie w Akademii Nauk Lotniczych im. Żukowskiego.
Również pełne ręce roboty mieli przede wszystkim konstruktorzy i inżynierowie Wostoka i rakiety nośnej. W miarę udane testy, 9 (Korabl-Sputnik 4) i 25 (Korabl-Sputnik 5) marca 1961 roku pozwoliły podjąć decyzję o starcie statku z kosmonautą na pokładzie. Państwowa Komisja wyznaczyła termin na 11-12 kwietnia 1961 i wybrała pierwszego pilota. O tych decyzjach kosmonautów powiadomiono dopiero 10 kwietnia 1961 roku. O wyborze Gagarina przesądziło jego pochodzenie społeczne – to, że jego ojciec był niewykwalifikowanym robotnikiem, matka pracownicą kołchozu.
Nazwa Wostok była tajna, gdyż oznaczała zarówno satelitę szpiegowskiego – później nazwanego Zenit – jak i załogowy statek kosmiczny, dlatego niektórzy byli przeciwni ujawnieniu nazwy statku Gagarina. Rozważano ponowne użycie nazwy Sputnik. Zwyciężył pogląd Tichonrawowa, który nalegał, że tak doniosły lot nie może być kolejnym Sputnikiem.
Jeszcze przed startem kosmonauty przygotowano trzy wersje komunikatów prasowych. W trzech zapieczętowanych kopertach przesłano je do oficjalnej agencji prasowej TASS w Moskwie. Dokumenty przygotował Jurij Mazżorin, który pełnił podwójną funkcję specjalisty w zakresie układów sterowania i oficera politycznego. Koperta numer jeden miała być użyta w przypadku pełnego sukcesu. W przypadku przymusowego lądowania na obcym terytorium numer dwa. Trzecia koperta – w przypadku katastrofy. Po wejściu Wostoka na orbitę i zebraniu danych o wysokości, nachyleniu i czasie obiegu Kreml polecił agencji TASS otwarcie koperty numer jeden. W materiałach przygotowanych dla TASS nawet drobne szczegóły stanowiły problem. Naturalną rzeczą wydawało się, że pierwszy lotu powinien wykonać statek kosmiczny o nazwie Wostok 1, gdyż w kosmos mieli polecieć następni kosmonauci. Gdyby statkowi nadano numer, sugerowałoby to jednak początek całej serii. Nie chciano, by ktoś wiedział, że przygotowywane są następne loty, dlatego Wostok nie miał żadnego numeru.

## Przebieg misji

### Przed startem
Pięciu kosmonautów – Gagarin, Titow, Nielubow, Nikołajew i Popowicz, przybyło na kosmodrom 5 kwietnia 1961. 8 kwietnia wieczorem odbyła się oficjalna sesja filmowa przez rosyjskich reporterów, na której przedstawiono Gagarina i Titowa. Ogłoszono również, że 10 kwietnia o godzinie 7:00 czasu moskiewskiego rakieta zostanie przewieziona na stanowisko startowe i sprawdzona, a 12 kwietnia 1961 nastąpi start. 11 kwietnia o godzinie 13:00 Gagarin wraz z Korolowem udali się na wyrzutnię gdzie spędzili godzinę ćwicząc wszystkie procedury.
Aleksiej Leonow przybył do Pietropawłowska zanim Komisja Państwowa dokonała ostatecznego wyboru kosmonauty. Czekając na transmisję z Wostoka, nie wiedział którego z dwóch kandydatów zobaczy  na prymitywnym obrazie telewizyjnym z wnętrza kabiny. W tym czasie nie istniał centralny ośrodek kontroli lotu. Dlatego grupę kosmonautów rozesłano do rozmaitych stacji nasłuchowych na całym terenie Związku Radzieckiego. Leonow gdy zobaczył obraz z Wostoka, nie wiedział, czy to Gagarin, czy Titow. Rozpoznał jednak ruchy ciała charakterystyczne dla Gagarina.

### Lot
W fazie obliczeń przyjęto, że Wostok zostanie wprowadzony na orbitę o parametrach: perygeum  – 175 km i apogeum – 230 km. W rzeczywistości apogeum wyniosło 327 km. Przyczyną okazał się niesprawny blok zasilania anteny układu sterowania drugiego stopnia rakiety nośnej. Z tego powodu w 156 sekundzie lotu nie została przekazana komenda wyłączenia silnika, co nastąpiło z pewnym opóźnieniem. Statek kosmiczny został wyniesiony na wyższą orbitę. Mogło to mieć bardzo poważne konsekwencje, gdyż w przypadku awarii silników hamujących statek naturalnie zniżając się, nie wszedłby w gęste warstwy atmosfery po 5-7 dniach, ale dopiero po około 15 do 20. System podtrzymywania życia był przewidziany na maksymalnie dziesięć dni. Zapas powietrza (szesnaście zbiorników zawierających na przemian tlen i azot) mógł wystarczyć na maksimum dziesięć dni. Wostok znalazł się na orbicie nachylonej względem równika pod kątem 65°, gdzie czas jednego okrążenia to dziewięćdziesiąt minut. Z obliczeń wynikało, że manewr hamowania najlepiej wykonać w trakcie pierwszego okrążenia, albo podczas siedemnastej orbity. Włączenie silników hamujących w każdym innym momencie powodowałoby, że statek może wylądować w morzu lub na terenie innego państwa. W takim przypadku mogłoby dojść do ujawnienia sekretów technologicznych. Siergiej Korolow zdecydował się na jedno okrążenie.
Lot nie przebiegał bez zakłóceń. Dwie minuty po starcie Gagarin miał pewne trudności z mówieniem do mikrofonu. Po 150 sekundach odpaliły ładunki pirotechniczne przedniej osłony, która została odrzucona odsłaniając kapsułę. Gagarin zobaczył granatowe niebo. Po kolejnych pięciu minutach odłączył się drugi człon rakiety nośnej. Wostok kontynuował wznoszenie korzystając z niewielkiego silnika rakietowego trzeciego członu. Dziewięć minut po opuszczeniu platformy startowej kosmonauta znalazł się na orbicie. Zaczęła się nieważkość. Gagarin spokojnie meldował o swoim samopoczuciu. Swoje wrażenia i spostrzeżenia notował w dzienniku, ale niewiele zanotował bo ołówek gdzieś odpłynął. Równie szybko skończyła się taśma pokładowego magnetofonu. Statek powoli się obracał, częściowo dlatego, że nie chciano zużywać paliwa na manewry stabilizujące, częściowo po to, by promienie słoneczne nie nagrzewały zbyt długo pojazdu z jednej strony. Statek poruszał się na wschód z prędkością prawie ośmiu kilometrów na sekundę. Niecałe dwadzieścia minut po starcie Wostok przeleciał nad Syberią, kierując się nad północny Pacyfik. W Pietropawłowsku na Kamczatce, stacja nasłuchu radiowego wyznaczyła prędkość i wysokość. Dane telemetryczne zostały zaszyfrowane i przesłane do Moskwy. Po trzydziestu minutach Wostok dotarł nad Pacyfik i przelatywał nad zaciemnioną ziemską półkulą. W trakcie przelotu nad południową półkulą, przylądkiem Horn i południowym Atlantykiem, kontrolerzy lotu polecili kosmonaucie przygotować się do rozpoczęcia manewru powrotu. Radziecki kosmonauta sprawdził czy pojazd jest ustawiony pod właściwym kątem. O 10:25 czasu moskiewskiego (siedemdziesiąt dziewięć minut po starcie) włączyły się rakiety hamujące. Pracowały czterdzieści sekund, zgodnie z planem. W tym czasie Wostok znajdował się nad Afryką zachodnią. To było ostatnie zadanie jakie miał wykonać moduł serwisowy. Niewielkie ładunki wybuchowe rozerwały metalowe taśmy mocujące kabinę do modułu, po odłączeniu się modułu, kabina gwałtownie się przekręciła, powróciło przeciążenie. Główne połączenie, cztery metalowe łączniki, rozłączyło się poprawnie, ale została gruba wiązka przewodów elektrycznych służących do zasilania i przekazywania danych. Przez kilka minut kabina i moduł były związane i zbliżały się do Ziemi, ciągle koziołkując. Kapsuła z kosmonautą była tak wyważona, aby sama obróciła się do przodu grubszą warstwą osłony termicznej za plecami J.Gagarina. Połączenie z modułem serwisowym, zmieniło własności aerodynamiczne i rozkład masy. Statek zaczął gwałtownie  wirować. Gdy wyłączyły się silniki hamujące, zgasły wszystkie wskaźniki w kabinie. Potem znów się zapaliły, jednak wciąż nie dochodziło do rozdzielenia. Statek zwolnił obroty, ale kręcił się wokół trzech osi. Temperatura wytworzyła wokół kabiny warstwę plazmy, która uniemożliwiła kontakt radiowy. Korolow prawdopodobnie nie zdawał sobie sprawy z tego co się dzieje. Wreszcie wiązka kabli się przepaliła i obie części, dwutonowy człon serwisowy i 2,5 tonowa kapsuła lądująca, oddzieliły się od siebie co spowodowało ponowne gwałtowne wirowanie kabiny. W pewnym momencie obroty stały się tak silne, że Gagarin zaczął tracić przytomność. W końcu kosmonauta usłyszał jak coraz gęstsze powietrze owiewa ze świstem kapsułę. Na wysokości siedmiu kilometrów wybuchły mikroładunki i odpadła pokrywa włazu. Katapultowanie i lądowanie również przebiegły z pewnymi problemami. W chwili gdy rakiety napędzające fotel wyczerpały paliwo, otworzył się spadochron, zmniejszając szybkość opadania. Następnie Gagarin uwolnił się od fotela i otworzył spadochron główny. Nieoczekiwanie zadziałał także zapasowy. Również przez kilka minut kosmonauta miał trudności z otwarciem zaworu umożliwiającego oddychanie powietrzem atmosferycznym. Statek bezpiecznie powrócił na Ziemię. Kapsuła dotknęła ziemi o 7:47 GMT. Gagarin, 8 minut później.
Władze ZSRR przez wiele lat zaprzeczały katapultowaniu Gagarina, bowiem powrót kosmonauty wraz ze statkiem był warunkiem koniecznym do uznania rekordów (prędkości, wysokości i długości lotu) osiągniętych podczas misji przez Międzynarodową Federację Lotniczą.

### Lądowanie
Specjaliści od obliczania trajektorii lotu w OKB-1 znali kierunek, z jakim kabina wejdzie w atmosferę, nie wiedzieli jak długo będzie poruszać się w tym kierunku, zanim wyląduje. Obliczenia wykonane w ośrodku Kiełdysza pozwalały określić położenie statku z dokładnością do kilku kilometrów. W trakcie lotu taka dokładność była wystarczająca. Natomiast w trakcie lądowania różnica kilku kilometrów była niedopuszczalna. W związku z tym trajektorię powrotną dobrano tak aby w miejscu lądowania znajdowało się jak najmniej siedzib ludzkich. Wszystkie warianty zakładały, że kabina spadnie na łąki, nieużytki lub pola uprawne. Korolew i jego współpracownicy planując lot chcieli uniknąć sytuacji, że kosmonauta trafi na zupełne pustkowie. Gagarin wylądował w dość niewielkiej odległości od lotniska saratowskiego aeroklubu (przed trzynastu laty po raz pierwszy odbył tam pierwszy lot na Jaku-18). Było to dwadzieścia sześć kilometrów na południowy zachód od miasta Engels w obwodzie saratowskim, na skraju wsi Smiełowka. Jeszcze tego samego dnia, w miejscu gdzie mniej więcej wylądował Gagarin, postawiono prostą tabliczkę: Nie usuwać! 12.04.1961 10.55  Czasu moskiewskiego. Dwa dni później zamieniono ją na solidniejszy, kamienny pomnik z plakietą „Tutaj wylądował J.A. Gagarin”. Nie ma podobnego oznaczenia miejsca gdzie wylądowała kabina. Gagarin opuścił kapsułę na wysokości siedmiu kilometrów, w trakcie spadania oddalił się od niej na około dwa kilometry. Dokumenty jawne z tamtych dni nie wspominają o tym fakcie. Każda wzmianka byłaby równoznaczna z ujawnieniem tajemnicy – że pierwszy kosmonauta wylądował oddzielnie, korzystając z własnego spadochronu. Kapsuła wylądowała na łące, nad dopływem Wołgi, uderzyła, odbiła się od ziemi, opadła znowu i przewróciła się na bok. W miejscu, gdzie uderzyła po raz pierwszy, powstała duża dziura. Nie wiadomo, gdzie spadły ciężka pokrywa włazu oraz druga mniejsza pokrywa pojemnika ze spadochronem, przenośna radiostacja i inne elementy wyposażenia ratunkowego kosmonauty. Helikopter poszukiwawczy z pobliskiego garnizonu zabrał kosmonautę i poleciał z nim do Miasta Engels, gdzie Gagarin odebrał telefoniczne gratulacje od Nikity Chruszczowa i  Leonida Breżniewa. Następnie został przewieziony do Kujbyszewa.

### Łączność
Statek utrzymywał łączność z Ziemią na falach ultrakrótkich (143,625 MHz) i krótkich. Użycie dalekosiężnych fal krótkich było konieczne do utrzymania ciągłej komunikacji. Związek Radziecki nie dysponował w owym czasie ogólnoświatową siecią odbiorników UKF, mogących przekazywać je z obszarów nad którymi przelatywał Wostok. Promień zasięgu łączności stacji naziemnej w zakresie ultrakrótkim przewidywano na około 1500 km, podczas gdy na falach krótkich zwiększał się do 5000 km. Lot Wostoka 1 był nadzorowany przez siedem stacji naziemnych. Trzy odbierały fale UKF (Bajkonur, Kołpaszewo, Jelizowo) i były oznaczane, kolejno, jako Zarja-1, Zarja-2, i Zarja-3. Cztery odbierały fale krótkie (Moskwa, Nowosybirsk, Ałma-Ata, Chabarowsk) i były oznaczane nazwą Wesna.
Aby przyciągnąć uwagę kosmonauty naziemne stacje pracujące na falach krótkich nadawały różne motywy muzyczne przerywane, co 30 sekund wywołaniem o treści VSN w kodzie Morse’a:
- Nowosybirsk – nieznany motyw muzyczny nadawany między 06:22 a 06:39. Nieodebrany przez Gagarina;
- Chabarowsk – między 06:42 a 06:52 nadawał „Fale Amuru”. Dwustronna komunikacja miała miejsce od 06:53 do 06:57;
- Ałma-Ata – piosenki Bagłanowa nadawane od 06:52 do 07:02. Nieodebrane;
- Moskwa – piosenki o Moskwie nadawane od 07:03 do 07:37. Odebrane o 07:13;

### Przebieg szczegółowy

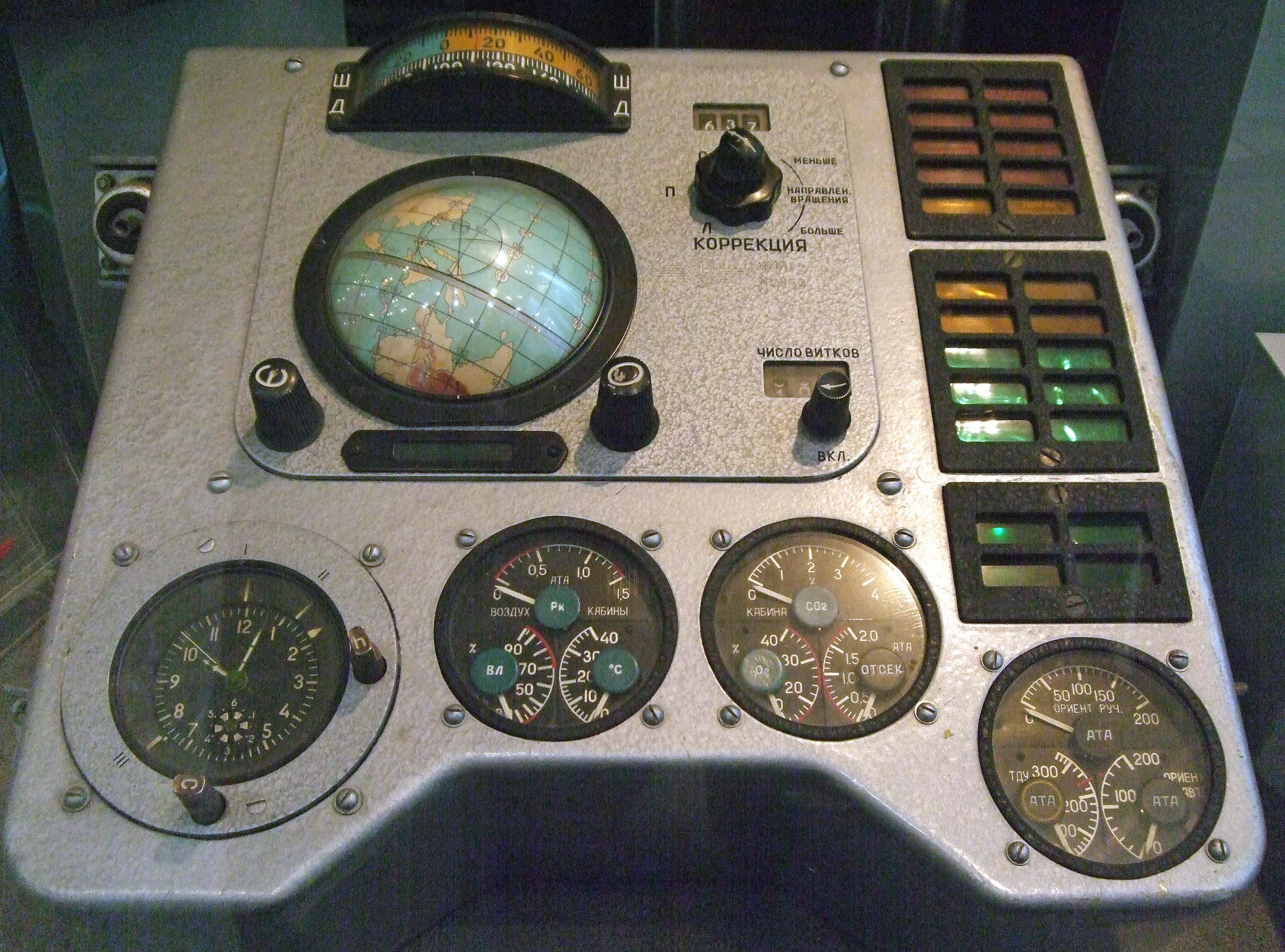
Panel sterowania statku Wostok 1

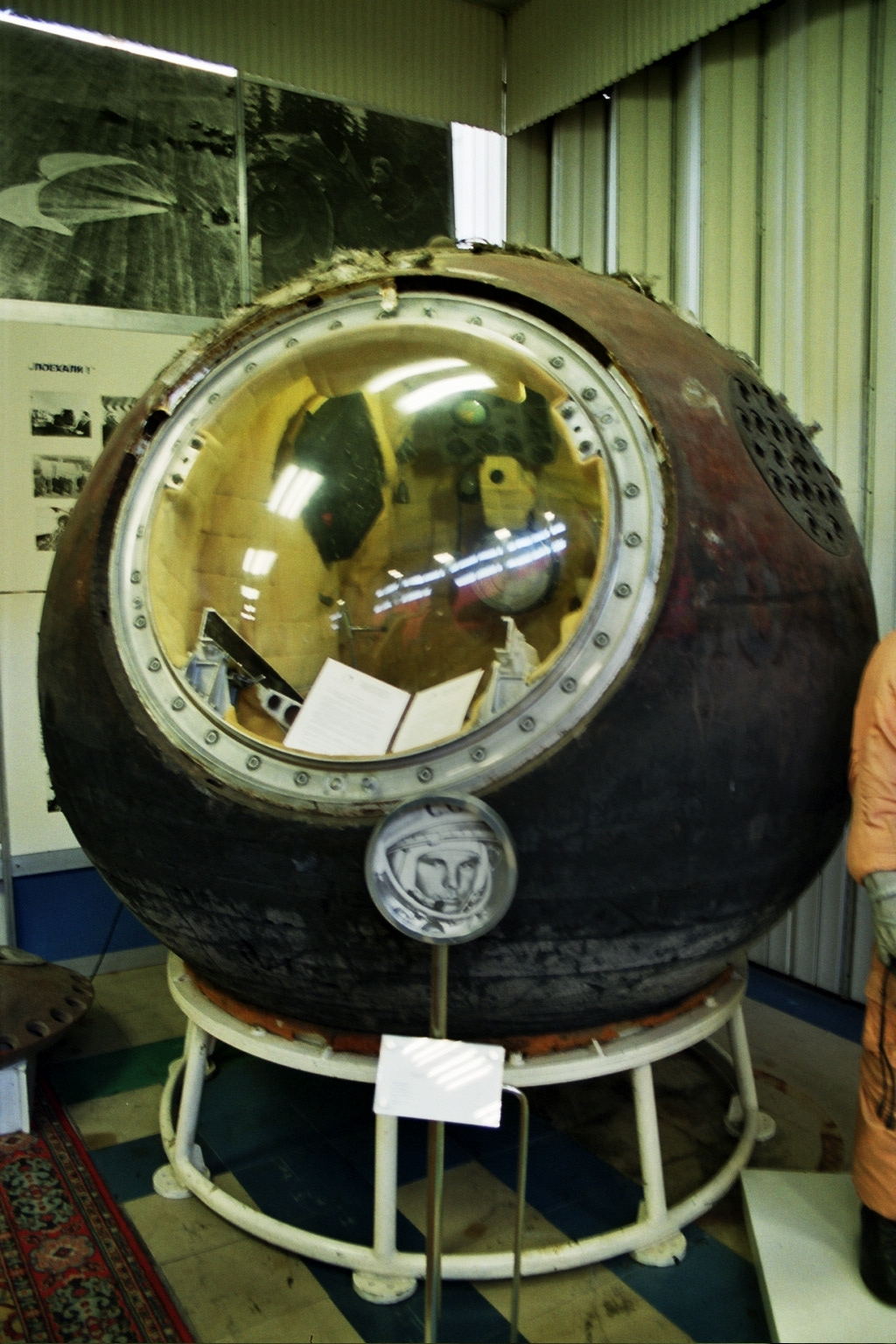
Kapsuła lądowania Wostok 1

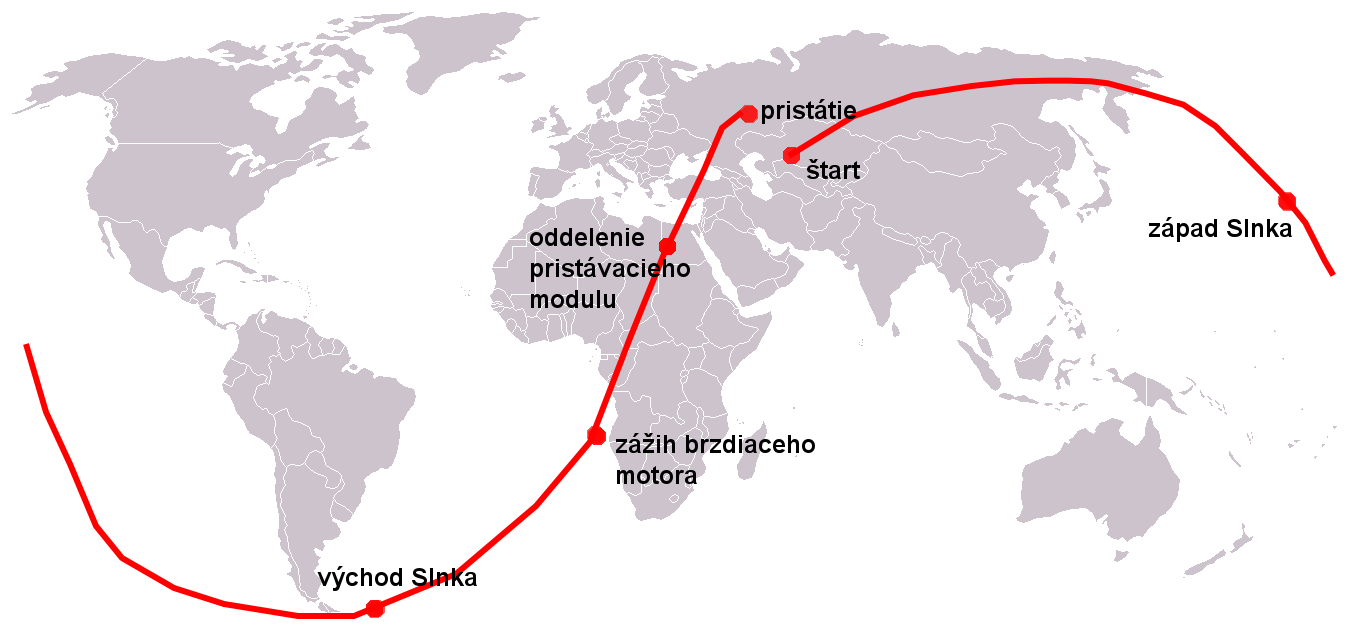
Trasa lotu statku Wostok 1

- 06:07 – wystrzelenie, łączność ze stacją w Zarja-1 w Bajkonurze
  - Podczas startu Kiedr (kryptonim Wostoka 1 i Gagarina) rozmawiał z S. Korolowem i N. Kamaninem do 06:15. Z zarejestrowanych i opublikowanych zapisów rozmów znane są poniższe słowa Gagarina:

Zrozumiałem. Słyszałem w... (niezrozumiałe) ...zadziałało bardzo dobrze. Mój stan ogólny jest wyśmienity. Słyszę cię głośno i wyraźnie.
06:13: ...lot przebiega w porządku. Widzę Ziemię. Widoczność jest dobra. ...widzę niemal wszystko. Pod pokrywą cumulusów jest pewna przestrzeń. Kontynuuję lot, wszystko dobrze.
06:14: Wszystko działa dobrze. Wszystkie urządzenia sprawne. Byle tak dalej!
06:15: Zarja-1, Zarja-1, nie słyszę cię za wyraźnie. Czuję się dobrze. Mam dobry nastrój. Kontynuuję lot...
- 06:17 – wejście na orbitę, lot nad stacją Zarja-2 w Kołpaszewie
  - Zarja-2 wzywa Kiedra. Gagarin składa rutynowy meldunek: Statek pracuje normalnie. W wizjerze widzę Ziemię. Wszystko przebiega według planu.
  - O 6:21 powtarza meldunek i zaraz po tym kontakt ze stacją Zarja-2 urywa się. Następuje trzyminutowa przerwa w łączności na falach UKF
  - Zaraz po urwaniu się kontaktu ze stacją Zarja-2 stacja Wesna w Chabarowsku odbiera na falach krótkich meldunek Gagarina: ...światła są na ekranie kapsuły powrotnej. Czuję się dobrze i jestem w dobrym nastroju. Parametry kokpitu: ciśnienie jeden; wilgotność sześćdziesiąt pięć; temperatura dwadzieścia; ciśnienie w przedziale jeden; pierwszy automatyczny sto pięćdziesiąt pięć; drugi automatyczny sto pięćdziesiąt pięć; ciśnienie w układzie retrorakiet trzysta dwadzieścia atmosfer...
- wejście w zasięg stacji naziemnej w Jelizowie
  - O 6:25 Zarja-3 nawiązuje kontakt z Wostokiem 1. Gagarin pytał: Co możecie powiedzieć mi o locie? Co możecie mi powiedzieć? – był zapewne zainteresowany, co o statku i orbicie mówi telemetria. Radiooperator ze stacji odpowiada: Nie ma instrukcji od numeru 20, [mając na myśli Korolowa], a lot przebiega normalnie.. Gagarin powtarza: Przekażcie mi wasze dane o locie!, i wtrąca też pozdrowienie dla swojego kolegi, kosmonauty Leonowa, który przebywał w Jelizowie: Moje pozdrowienia dla Blondyna.
  - W trakcie kontaktu, około 6:26, Wostok 1 pojawił się na horyzoncie amerykańskiej placówki wywiadu elektronicznego położonej na wyspie Shemya, na południowy wschód od Alaski. Placówka odebrała i pomyślnie rozszyfrowała sygnał obrazu nadesłany z kamery telewizyjnej statku kosmicznego
  - J.Gagarin nie przestaje pytać o dane lotu, podczas gdy statek zbliża się do granic zasięgu stacji naziemnej. Zarja-3 ma problemy z usłyszeniem kosmonauty: Czuję się wybornie, bardzo dobrze, bardzo dobrze, bardzo dobrze. Dajcie mi jakieś dane o locie!. Zarja odpowiada: Powtórz. Nie słyszę cię dobrze. Kosmonauta ponawia: Czuję się bardzo dobrze. Przekażcie mi swoje dane o locie! Po tym kontakt ze statkiem na falach UKF urywa się
- 06:37 – Wostok 1 przekracza terminator i leci przez nocną półkulę Ziemi
- 06:46 – stacja naziemna Wesna w Chabarowsku, na polecenie Kamanina, nadaje na falach krótkich wiadomość KK, co miało oznaczać prośbę raportu o stanie kapsuły powrotnej
- 06:48 – z pewnym opóźnieniem Gagarin odpowiada. Przekaz zarejestrowano w Chabarowsku: Nadaję okresowe sprawozdanie. Godzina dziewiąta minut czterdzieści osiem [czasu moskiewskiego]. Lot przebiega pomyślnie. Spusk jeden pracuje normalnie.  Ciśnienie w kokpicie jeden; wilgotność sześćdziesiąt pięć; temperatura dwadzieścia; ciśnienie w przedziale jeden przecinek dwa... Ręczne sto pięćdziesiąt; pierwszy automatyczny sto pięćdziesiąt pięć; drugi automatyczny sto pięćdziesiąt pięć; zbiorniki retrorakiet trzysta dwadzieścia atmosfer. Czuję się dobrze...
- 06:49 – Kiedr donosi o przekroczeniu terminatora i braku odbioru z Ziemi, co odebrały stacje Wesna
- 06:51 – stacja Wesna odbiera komunikat Gagarina, że uruchomił się system kontroli położenia korzystający z szukacza Słońca
- 06:53 – Chabarowsk nadaje oczekiwaną przez Gagarina wiadomość: Z polecenia numeru trzydzieści trzy [Kamanina] włączono nadajniki. Przekazuję, że lot przebiega zgodnie z planem, a orbita jest zgodna z ustaloną. Minutę później wiadomość zostaje powtórzona, a Gagarin potwierdza jej odbiór.
- 06:57 – stacja naziemna w Chabarowsku odbiera przekaz od Kiedra: ...Kontynuuję lot i jestem nad Ameryką. Nadałem sygnał „on” [poprawnego działania przyrządów]. Gagarin podał swoje położenie z dość dużym błędem, gdyż w rzeczywistości znajdował się nad Oceanem Spokojnym, na równoleżniku przechodzącym przez południowy koniec Ameryki Południowej
- 07:00 – wiadomość o locie Gagarina podaje Radio Moskwa
- 07:04 i 07:09:15 – nieodebrane raporty nadawane przez Gagarina
- 07:10 – statek wlatuje w dzienną półkulę Ziemi
- 07:13 – stacja naziemna w Moskwie odbiera krótki przekaz z Wostoka 1: Odbieram cię dobrze. Kontynuuję lot...
- 07:18 i 07:23 – kolejne nieodebrane raporty przekazywane przez Gagarina
- 07:25 – początek ponownego wejścia w atmosferę. Odpalenie retrorakiet i odłączenie się kapsuły powrotnej od statku. Odłączenie nie było całkowite i statek wpada w silne turbulencje
- 07:35 – element, który utrzymywał kapsułę w połączeniu ze statkiem ulega zniszczeniu w atmosferze i kapsuła ostatecznie odłącza się
- 07:47 – lądowanie kapsuły powrotnej
- 07:55 – lądowanie Gagarina
- 08:05 – do Gagarina i kapsuły docierają ekipy poszukiwawczo-ratunkowe